# Epanogmus
Epanogmus is een geslacht van vliesvleugeligen uit de familie Pteromalidae. De wetenschappelijke naam van dit geslacht is voor het eerst geldig gepubliceerd in 1920 door Girault.

## Soorten
Het geslacht Epanogmus omvat de volgende soorten:
- Epanogmus bebius (Walker, 1839)
- Epanogmus breviventris Girault, 1920
- Epanogmus sanguiniventris Girault, 1938